# Karl Haffner (Dramatiker)

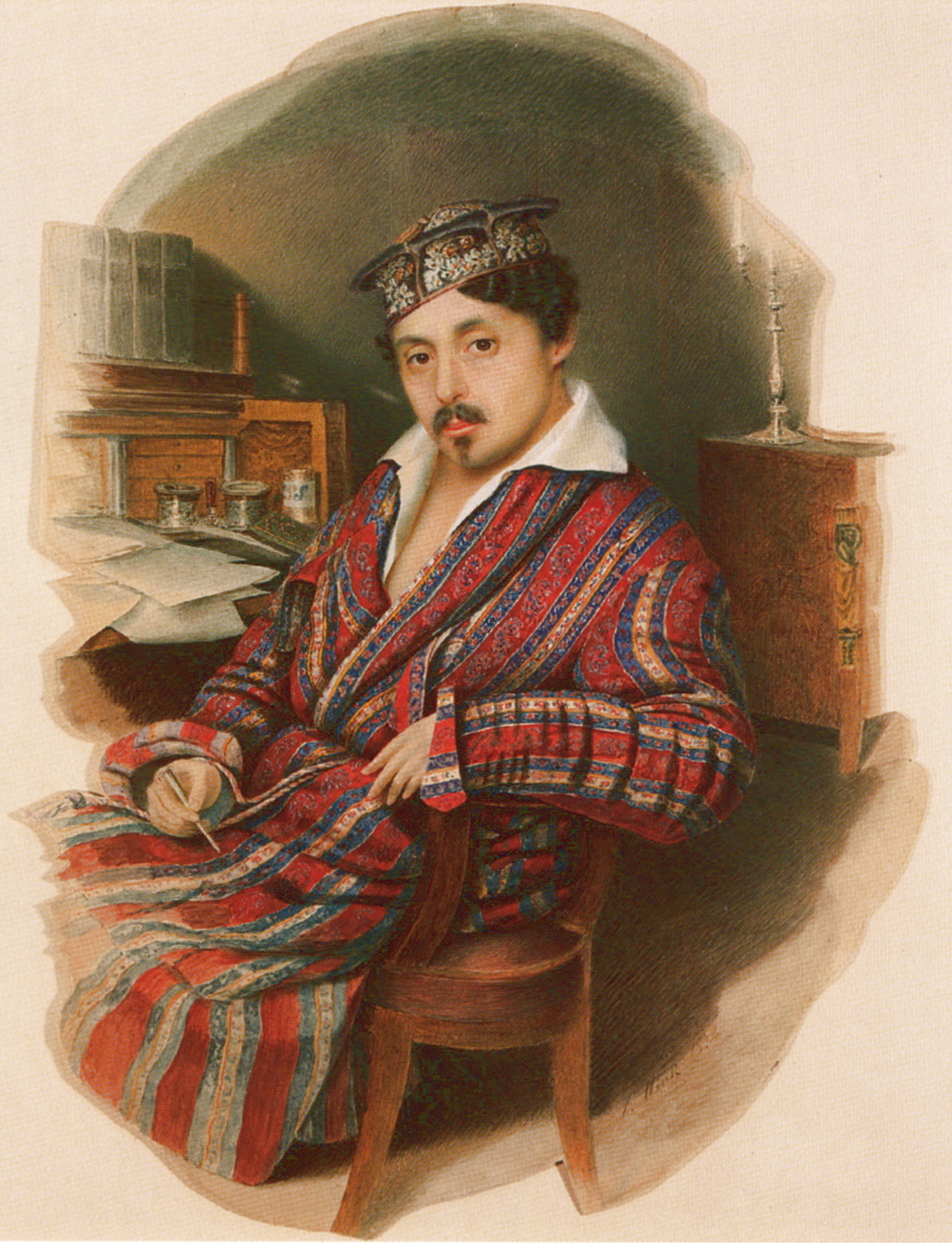
Karl Haffner (1842)

Karl Haffner (Pseudonym), eigentlich: Karl Schlechter, (* 8. November 1804 in Königsberg in Preußen; † 29. Februar 1876 in Wien) war ein deutscher Dramatiker.

## Leben und Wirken
Karl Haffner besuchte das Collegium Fridericianum in Königsberg. Schon mit 16 Jahren schloss er sich einer Wandertruppe an und durchzog als fahrender Komödiant Preußen, Sachsen, Schlesien, Österreich und Ungarn. Nach zehn Jahren wurde er Dramatiker und Theaterdichter am Pester Theater bei Feodor Grimm, nachdem er bereits vorher einige dramatische Versuche gemacht hatte.
In Pest schrieb er Trauerspiele wie Die Raubschützen, Die Locke des Enthaupteten, Blocks Totengruft, Schwarzenberg und Palffy und Batorys Tod, die den stürmischen Beifall des Publikums fanden. Der bekannte Theaterdirektor Carl Carl in Wien erkannte darin seltsamerweise Haffners Talent für die Lokalposse und engagierte ihn auf neun Jahre für das Theater an der Wien als Theaterdichter. Haffner musste sich zur Lieferung von elf Stücken im Jahr verpflichten und hat diesen Vertrag auch gehalten. Später wandte er sich dem Theater in der Josefstadt zu und redigierte zuletzt das satirische Wochenblatt Böse Zungen.
Seinen ersten größeren Erfolg erzielte Haffner mit dem romantisch-komischen Volksmärchen Das Marmor-Herz, das 1841 einen zweiten Preis erhielt und am 21. April des Jahres am Theater an der Wien uraufgeführt wurde. Dauernd hat sich sein dreiaktisches Genrebild Therese Krones erhalten, in dem er den Raimund’schen Kreis auf die Bühne brachte. Außer Dramen schrieb Haffner auch mehr als 30 Bände Romane. Einer davon, Scholz und Nestroy (1864 bis 1866, 3 Bände), enthält Verschiedenes zur Geschichte seines Lebens.
Zusammen mit Richard Genée schrieb er das Libretto der Operette Die Fledermaus (Musik: Johann Strauss).
Die Kritik hat Haffner wenig aufmunternd und glimpflich behandelt, obgleich Humor und geschickte Charakterzeichnung seinen Stücken nicht abgesprochen werden können.
Karl Haffner, während seiner letzten Lebensjahre krankheitsbedingt erwerbsunfähig und Pensionär der Concordia, ließ eine große Familie in Noth und Elend zurück; er wurde auf dem Wiener Zentralfriedhof (3-4-41) in einem ehrenhalber gewidmeten Grab bestattet. Im Jahr 1955 wurde in Wien-Donaustadt (22. Wiener Gemeindebezirk) die Haffnergasse nach ihm benannt.

## Werke (Auswahl)

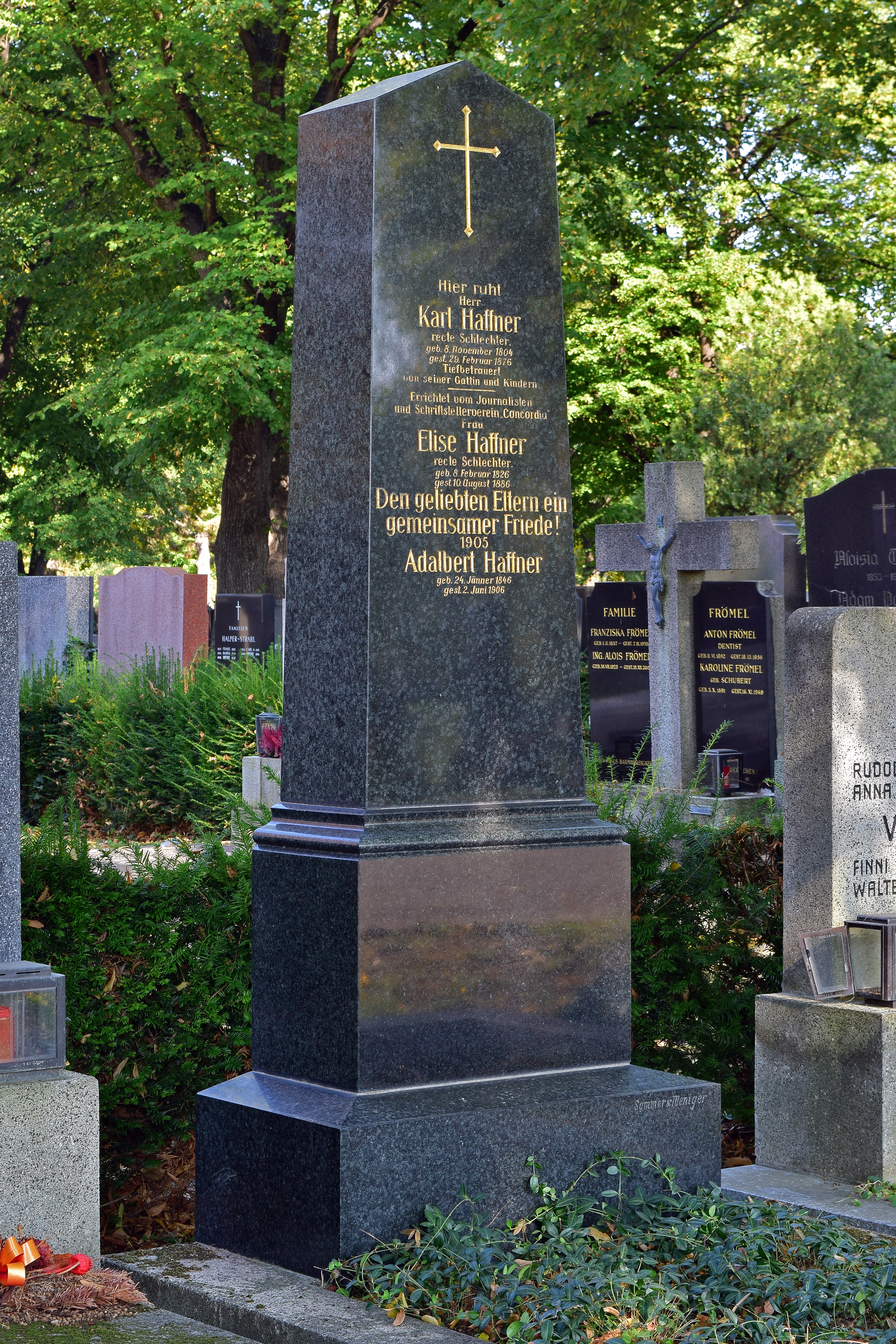
Grabstätte von Karl Haffner

- Oesterreichisches Volks-Theater. Reclam, Leipzig 1845. Band 1/3:
  - Das Marmor-Herz. Romantisch-komisches Volks-Mährchen mit Gesang, in drei Aufzügen. Musik von Adolf Müller. (UA 1841). S. 5–98. – Online,
  - Der wilde Jäger oder: Das rothe Häuschen. Charakter-Skizze mit Gesang in drei Aufzügen. Musik von Michael Hebenstreit. (UA 1841). S. 99–164. – Online,
  - Der Tod und der Wunder-Doctor. Komisches Volks-Mährchen mit Gesang in drei Aufzügen. Musik von Michael Hebenstreit. (UA 1841). S. 165–240. – Online.
- Oesterreichisches Volks-Theater. Reclam, Leipzig 1846. Band 2/3:
  - Die Thränenquelle. Romantisch-komisches Mährchen mit Gesang in zwei Aufzügen. Nebst einem damit verbundenen Vorspiele. Musik von Adolf Müller. (UA 1842). S. 1–68. – Online,
  - Die Wiener Stubenmädchen oder: Der Ball in der Schuster-Werkstatt. Posse mit Gesang in zwei Aufzügen. Musik von Michael Hebenstreit. (UA 1840). S. 69–132. – Online,
  - Der Stock im Eisen oder: Das schwarze Weib im Wiener-Walde. Romantisch-komisches Volks-Mährchen mit Gesang in vier Aufzügen. Musik von Adolf Müller. (UA 1839). S. 133–196. – Online.
- Oesterreichisches Volks-Theater. Reclam, Leipzig 1846. Band 3/3:
  - Peter Kranau oder: Der Räuber und sein Kind. Drama mit Gesang und Tanz in zwei Aufzügen. Musik von Carl Binder. (UA 1843). S. 1–68. – Online,
  - Asmodus, der hinkende Teufel oder: Eine Promenade durch drei Jahrhunderte. Komischer Bilderkasten mit Gesang und Tanz in drei Abtheilungen. Musik von Adolf Müller. (UA 1839). S. 69–142. – Online,
  - Der Zeitgeist oder: Ein Besuch aus der Vorzeit. Komisches Phantasie-Gemäldemit Gesang in drei Aufzügen. Musik von Adolf Müller. (UA 1841). S. 143–224. – Online.
- —, Adolf Müller (Musik): Das Reserl am Krippenstein. Posse mit Gesang in drei Abtheilungen, aufgeführt auf der k. k. priv. Josefstädter-Bühne in Wien. Manuskript, Wien 1850. – Online.
- —, Adolf Müller (Musik): Wenzl Scholz. Skizzen aus dem Künstlerleben mit Gesang in drei Akten. Sommer, Wien 1859. – Online.
- —, Adolf Müller (Musik): Die Studenten von Rummelstadt. Genrebild mit Gesang und Tanz in drei Akten. Manuskript, Wien 1861. – Online.
- —, Josef Pfundheller, Johann Baptist Klerr (Musik): Die beiden Nachtwächter oder Ein Spuk in der Faschingsnacht. Posse mit Gesang und Tanz in drei Acten, frei nach einer Novelle von H(einrich) Zschokke. Wallishausser, Wien 1862. – Online.
- —, Josef Pfundheller, Anton Maria Storch (Musik): Severin von Jaroszynski oder Der Blaumantel vom Trattnerhof. Genrebild mit Gesang und Tanz in vier Acten als Seitenstück zu Therese Krones. Wallishausser, Wien 1862. – Online.
- —, Adolf Müller (Musik): Therese Krones. Genrebild mit Gesang und Tanz in drei Acten. Manuskript, Wien 1862. – Online.
- —, Julius Hopp (Musik): Die lange Nase. Posse mit Gesang in einem Acte. Libretto. Manuskript, Wien 1863. – Online.
- —, Adolf Müller (Musik): Die Sternenjungfrau. Romantisch-komisches Märchen mit Gesang und Tanz in drei Abtheilungen. Manuskript, Wien 1863. – Online.
- Louis Napoleon und die Pfarrerstochter. Original-Roman. Albert Last, Wien 1866. – Band 1/3 online; Band 2/3 online; Band 3/3 online.
- Scholz und Nestroy. Roman aus dem Künstlerleben. Hermann Markgraf, Wien 1866. – Band 1/3 online; Band 2/3 online; Band 3/3 online.
- Das Herz einer Künstlerin (Henriette Sontag als Wohltäterin). In: Die Gartenlaube. Heft 51, 1866, S. 808 (Volltext [Wikisource]).
- Nonne und Maitresse. Roman aus dem Wiener Leben. Albert Last, Wien 1867. – Band 1/3 online; Band 2/3 online; Band 3/3 online.
- Die schönen Weiber von Wien. Humoristischer Roman aus dem Wiener-Volksleben. Albert Last, Wien 1867. – Band 1/2 online; Band 2/2 online.
- Jungfernblut. Original-Roman. Edwin Müller, Wien 1869. – Band 1/3 online; Band 2/3 online; Band 3/3 online.
- Was sich die Kammerzofen erzählen. Roman. Edwin Müller, Wien 1870. – Band 1/3 online; Band 2/3 online; Band 3/3 online.
- Der verkaufte Schlaf. Romantisch-komisches Märchen mit Gesang und Tanz in drei Aufzügen nach M. G. Saphir’s Gedicht gleichen Namens. In den K. K. pr. Theatern an der Wien und in der Josefstadt mit großem Beifall aufgeführt. Reclam, Leipzig 1870. – Online.
- Die Kinder von Neudorf. Roman. J. Neidl, Wien 1871. – Online.
- Der Mann ohne Herz. Roman. J. Neidl, Wien 1871. – Online.
- Johann Strauss, —, Richard Genée: Arien & Gesänge aus: Die Fledermaus, komische Operette in drei Acten nach (Henri) Meilhac und (Ludovic) Halévy. Lewy, Wien ca. 1874. – Online.
- Bekannte und unbekannte Grössen. Skizzen und Novelletten aus der Kunst- und Theaterwelt von Carl Haffner. Wien: Selbstverlag der Witwe des Verfassers Frau Elise Haffner: In Commission bei H. Engel, 1884. books.google.